# Diplopteraster otagoensis
Diplopteraster otagoensis är en sjöstjärneart som beskrevs av McKnight 2006. Diplopteraster otagoensis ingår i släktet Diplopteraster och familjen knubbsjöstjärnor. Inga underarter finns listade i Catalogue of Life.